# Ernst-Hugo Järegård

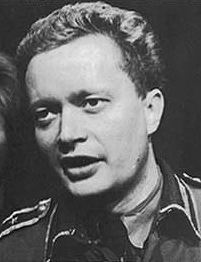
Ernst-Hugo Järegård (1961)

Ernst-Hugo Järegård (* 12. Dezember 1928 in Ystad; † 6. September 1998 in Lidingö bei Stockholm) war ein schwedischer Schauspieler. Einem internationalen Publikum wurde er durch die Rolle des Dr. Helmer in der von Lars von Trier gedrehten Fernsehserie Hospital der Geister bekannt. 

## Biographie
Der in Ystad geborene Järegård erwarb sich ab 1962 den Ruf, einer der herausragenden Schauspieler am Königlich Dramatischen Theater in Stockholm zu sein. Dort glänzte er in vielen bekannten Rollen. So unter anderem 1963 als exzentrischer Hitler in Bertolt Brechts Schweyk im Zweiten Weltkrieg, 1966 in Samuel Becketts Warten auf Godot, 1967 als Orgon in Molières Tartuffe und vielen anderen mehr. 
Järegård hatte eine Vorliebe für die Darstellung von Schurken und Bösewichten und übernahm gerne entsprechende Rollen. Seltener spielte er lyrische Rollen. Aufgrund seiner ausdrucksstarken Singstimme spielte er gelegentlich auch bei Musicals mit. Wegen seines ausgeprägten schonischen Akzents war er zudem ein beliebter Sprecher in Trickfilmen und bei der Aufnahme von Kinderhörbüchern. 
International wurde Järegård mit der Rolle des Dr. Helmer in Lars von Triers Fernsehserie Hospital der Geister bekannt. Für von Trier stand er auch in dessen Film Europa vor der Kamera. Insgesamt spielte er in ungefähr 20 Filmen und ca. 40 TV-Produktionen mit. 
Für seine Arbeit als Theaterschauspieler wurde Järegård 1967 mit dem Thaliapriset und 1975 mit dem Eugene O'Neill Award, zwei der wichtigsten schwedischen Theaterpreise, ausgezeichnet.
Järegård war seit 1950 mit Karin Nordström verheiratet, mit der er einen Sohn, Johannes, hatte. Er erlag 1998 einem Krebsleiden.

## Persönlichkeit
Järegård hatte eine schillernde Persönlichkeit und liebte es durch Originalität aufzufallen. Er achtete sehr auf sein Äußeres und trug im Privatleben mit Vorliebe Kleidungsstücke italienischer Designer. Seiner Auffassung nach repräsentierte ein Schauspieler nicht nur sich selbst, sondern als öffentlich bekannte Person auch das Theater und die Kunst als solche. Daher hielt er es für seine Pflicht, in der Öffentlichkeit entsprechend aufzutreten.
In der Dokumentation auf der DVD zu seinem Film Europa äußert sich Lars von Trier dahingehend, dass die Arbeit mit Järegård nicht einfach gewesen sei. Järegård habe ständig geschmollt und besondere Bedingungen gestellt, was die Behandlung seiner Person anging. So habe Järegård darauf bestanden, während der Dreharbeiten in einem bestimmten Zimmer eines bestimmten Hotels untergebracht zu werden. Zudem habe Järegård quasi zwanghaft dazu geneigt, die Aufmerksamkeit des Publikums auch in solchen Szenen auf sich zu ziehen, in denen er eigentlich nur im Hintergrund erscheinen sollte. Schließlich habe von Trier darauf zurückgegriffen, Järegård für "angemessenes Verhalten" mit Zigarren zu belohnen, so dass dieser sein Verhalten angepasst habe. Dennoch vermisse er den "lieben Hugo" sehr und er fehle ihm schrecklich. 
Von Järegård soll das folgende Zitat stammen: "Wenn ich in der Nacht aufwache und mir ein Butterbrot aus dem Kühlschrank hole, dann bedarf es nur eines Lichtstrahls aus dem Kühlschrank und ich beginne zu schauspielern."

## Filmografie (Auswahl)
- 1968: Heiße Ware für Stockholm (Het snö)
- 1974: Eine Handvoll Liebe (En handfull kärlek)
- 1974: Fimpen, der Knirps (Fimpen)
- 1978: Chez Nous
- 1981: Pelle Ohneschwanz (Pelle Svanslös) – Sprechrolle
- 1985: Pelle auf großer Fahrt (Pelle Svanslös i Amerikatt) – Sprechrolle
- 1991: Der schöne Badetag (Den store badedag)
- 1991: Die besten Absichten (Den goda viljan)
- 1991: Europa
- 1993: Die Abenteuer des jungen Indiana Jones (The Young Indiana Jones Chronicles, Fernsehserie, eine Folge)
- 1993: Die Schleuder (Kådisbellan)
- 1994: Hospital der Geister (Riget)
- 1997: Cheek to Cheek
- 1997: Hospital der Geister (Riget II)